# Bộ trưởng Hải quân Hoa Kỳ
Bộ trưởng Hải quân Hoa Kỳ  (United States Secretary of the Navy) là viên chức dân sự đứng đầu Bộ Hải quân Hoa Kỳ. Chức vụ này từng là một thành viên nội các của Tổng thống Hoa Kỳ cho đến năm 1947 khi Hải quân Hoa Kỳ, Lục quân Hoa Kỳ và quân chủng mới được thành lập là Không quân Hoa Kỳ được đặt dưới quyền của Bộ Quốc phòng Hoa Kỳ và Bộ trưởng Hải quân được đặt dưới quyền của Bộ trưởng Quốc phòng Hoa Kỳ. Bộ trưởng Hải quân được Tổng thống Hoa Kỳ đề cử và phải được Thượng viện Hoa Kỳ xác nhận với tỉ lệ đa số phiếu trước khi được bổ nhiệm.

## Trách nhiệm
Bộ trưởng có trách nhiệm, theo Điều khoản 10, Bộ luật Hoa Kỳ, tiến hành tất cả công việc của Bộ Hải quân Hoa Kỳ bao gồm: tuyển mộ, tổ chức, trang bị, tổng động viên và chấm dứt tổng động viên. Bộ trưởng cũng trông coi việc đóng, tân trang, và sửa chữa các tàu hải quân, trang bị và các cơ sở căn cứ. Bộ trưởng có trách nhiệm soạn thảo và thực hiện các chính sách, chương trình phù hợp với chính sách và mục tiêu an ninh quốc gia mà tổng thống và bộ trưởng quốc phòng lập ra.
Bộ Hải quân gồm có hai quân chủng đồng phục: Hải quân Hoa Kỳ và Thủy quân lục chiến Hoa Kỳ. Bất cứ khi nào Tuần duyên Hoa Kỳ hoạt động dưới quyền của Hải quân Hoa Kỳ thì Bộ trưởng Hải quân Hoa Kỳ có quyền lực và nhiệm vụ đối với Tuần duyên tương tự như Bộ trưởng Nội an Hoa Kỳ khi Tuần duyên không hoạt động dưới quyền của Hải quân.

## Văn phòng bộ trưởng
Văn phòng Bộ trưởng Hải quân Hoa Kỳ và các viên chức dưới quyền được biết chung theo tiếng Anh là Navy Secretariat. Các thành viên khác của văn phòng gồm có Thứ trưởng Hải quân, Trợ tá Bộ trưởng Hải quân, Tổng Cố vấn, Tổng thanh tra Hải quân, Trưởng phòng liên lạc Quốc hội, và Trưởng phòng Nghiên cứu Hải quân.

## Danh sách bộ trưởng theo thời gian[6][7]

### Quốc hội Lục địa
| Position                                                  | Picture | Name                | Term of Office                             |
| --------------------------------------------------------- | ------- | ------------------- | ------------------------------------------ |
| Chairman of the Marine Committee                          |         | John Adams          | 13 tháng 10 năm 1775 – 1779                |
| Member of the Marine Committee                            |         | John Langdon        | 13 tháng 10 năm 1775–?                     |
| Member of the Marine Committee                            |         | Silas Deane         | 13 tháng 10 năm 1775–?                     |
| Member of the Marine Committee                            |         | Joseph Hewes        | 1775                                       |
| Continental Navy Board (under Marine Committee)           |         |                     | 6 tháng 11 năm 1776 – 28 tháng 10 năm 1779 |
| Chairman of the Continental Board of Admiralty            |         | Francis Lewis       | tháng 12 năm 1779 – 1780                   |
| Secretary of Marine                                       |         | Alexander McDougall | 7 tháng 2 năm 1781 – 29 tháng 8 năm 1781   |
| Agent of Marine (devolved onto Superintendent of Finance) |         | Robert Morris       | 29 tháng 8 năm 1781 – 1784                 |

(Post of Secretary of Marine created but remained vacant)

### Executive Department 1798–1949
| No.      | Picture                                  | Name                      | State               | Term of Office                              | Served under                |
| -------- | ---------------------------------------- | ------------------------- | ------------------- | ------------------------------------------- | --------------------------- |
| 1        |                                          | Benjamin Stoddert         | Maryland            | 18 tháng 6 năm 1798 – 31 tháng 3 năm 1801   | John Adams/Thomas Jefferson |
| 2        |                                          | Robert Smith              | Maryland            | 27 tháng 7 năm 1801 – 4 tháng 3 năm 1809    | Thomas Jefferson            |
| 3        |                                          | Paul Hamilton             | South Carolina      | 15 tháng 5 năm 1809 – 31 tháng 12 năm 1812  | James Madison               |
| 4        |                                          | William Jones             | Pennsylvania        | 19 tháng 1 năm 1813 – 1 tháng 12 năm 1814   | James Madison               |
| 5        |                                          | Benjamin W. Crowninshield | Massachusetts       | 16 tháng 1 năm 1815 – 30 tháng 9 năm 1818   | James Madison               |
| 5        | James Monroe                             | Benjamin W. Crowninshield | Massachusetts       | 16 tháng 1 năm 1815 – 30 tháng 9 năm 1818   |                             |
| 6        |                                          | Smith Thompson            | New York            | 1 tháng 1 năm 1819 – 31 tháng 8 năm 1823    |                             |
| 7        |                                          | Samuel L. Southard        | New Jersey          | 16 tháng 9 năm 1823 – 4 tháng 3 năm 1829    |                             |
| 7        | John Quincy Adams                        | Samuel L. Southard        | New Jersey          | 16 tháng 9 năm 1823 – 4 tháng 3 năm 1829    |                             |
| 8        |                                          | John Branch               | North Carolina      | 9 tháng 3 năm 1829 – 12 tháng 5 năm 1831    | Andrew Jackson              |
| 9        |                                          | Levi Woodbury             | New Hampshire       | 23 tháng 5 năm 1831 – 30 tháng 6 năm 1834   | Andrew Jackson              |
| 10       |                                          | Mahlon Dickerson          | New Jersey          | 1 tháng 7 năm 1834 – 30 tháng 6 năm 1838    | Andrew Jackson              |
| 10       | Martin Van Buren                         | Mahlon Dickerson          | New Jersey          | 1 tháng 7 năm 1834 – 30 tháng 6 năm 1838    |                             |
| 11       |                                          | James K. Paulding         | New York            | 1 tháng 7 năm 1838 – 4 tháng 3 năm 1841     |                             |
| 12       |                                          | George E. Badger          | North Carolina      | 6 tháng 3 năm 1841 – 11 tháng 9 năm 1841    | William Henry Harrison      |
| 12       | John Tyler                               | George E. Badger          | North Carolina      | 6 tháng 3 năm 1841 – 11 tháng 9 năm 1841    |                             |
| 13       |                                          | Abel P. Upshur            | Virginia            | 11 tháng 10 năm 1841 – 23 tháng 7 năm 1843  |                             |
| 14       |                                          | David Henshaw             | Massachusetts       | 24 tháng 7 năm 1843 – 18 tháng 2 năm 1844   |                             |
| 15       |                                          | Thomas W. Gilmer          | Virginia            | 19 tháng 2 năm 1844 – 28 tháng 2 năm 1844   |                             |
| 16       |                                          | John Y. Mason             | Virginia            | 26 tháng 3 năm 1844 – 4 tháng 3 năm 1845    |                             |
| 17       |                                          | George Bancroft           | Massachusetts       | 11 tháng 3 năm 1845 – 9 tháng 9 năm 1846    | James Knox Polk             |
| 18       |                                          | John Y. Mason             | Virginia            | 10 tháng 9 năm 1846 – 4 tháng 3 năm 1849    | James Knox Polk             |
| 19       |                                          | William B. Preston        | Virginia            | 8 tháng 3 năm 1849 – 22 tháng 7 năm 1850    | Zachary Taylor              |
| 20       |                                          | William A. Graham         | North Carolina      | 2 tháng 8 năm 1850 – 25 tháng 7 năm 1852    | Millard Fillmore            |
| 21       |                                          | John P. Kennedy           | Maryland            | 26 tháng 7 năm 1852 – 4 tháng 3 năm 1853    | Millard Fillmore            |
| 22       |                                          | James C. Dobbin           | North Carolina      | 8 tháng 3 năm 1853 – 4 tháng 3 năm 1857     | Franklin Pierce             |
| 23       |                                          | Isaac Toucey              | Connecticut         | 7 tháng 3 năm 1857 – 4 tháng 3 năm 1861     | James Buchanan              |
| 24       |                                          | Gideon Welles             | Connecticut         | 7 tháng 3 năm 1861 – 4 tháng 3 năm 1869     | Abraham Lincoln             |
| 24       | Andrew Johnson                           | Gideon Welles             | Connecticut         | 7 tháng 3 năm 1861 – 4 tháng 3 năm 1869     |                             |
| 25       |                                          | Adolph E. Borie           | Pennsylvania        | 9 tháng 3 năm 1869 – 25 tháng 6 năm 1869    | Ulysses S. Grant            |
| 26       |                                          | George M. Robeson         | New Jersey          | 26 tháng 6 năm 1869 – 4 tháng 3 năm 1877    | Ulysses S. Grant            |
| (acting) |                                          | William Faxon             |                     | 4 tháng 3 năm 1877 – 13 tháng 3 năm 1877    | Rutherford B. Hayes         |
| 27       |                                          | Richard W. Thompson       | Indiana             | 13 tháng 3 năm 1877 – 20 tháng 12 năm 1880  | Rutherford B. Hayes         |
| 28       |                                          | Nathan Goff, Jr.          | West Virginia       | 7 tháng 1 năm 1881 – 4 tháng 3 năm 1881     | Rutherford B. Hayes         |
| 29       |                                          | William H. Hunt           | Louisiana           | 7 tháng 3 năm 1881 – 16 tháng 4 năm 1882    | James Garfield              |
| 29       | Chester A. Arthur                        | William H. Hunt           | Louisiana           | 7 tháng 3 năm 1881 – 16 tháng 4 năm 1882    |                             |
| 30       |                                          | William E. Chandler       | New Hampshire       | 16 tháng 4 năm 1882 – 4 tháng 3 năm 1885    |                             |
| 31       |                                          | William C. Whitney        | New York            | 7 tháng 3 năm 1885 – 4 tháng 3 năm 1889     | Grover Cleveland            |
| 32       |                                          | Benjamin F. Tracy         | New York            | 6 tháng 3 năm 1889 – 4 tháng 3 năm 1893     | Benjamin Harrison           |
| 33       |                                          | Hilary A. Herbert         | Alabama             | 7 tháng 3 năm 1893 – 4 tháng 3 năm 1897     | Grover Cleveland            |
| 34       |                                          | John D. Long              | Massachusetts       | 6 tháng 3 năm 1897 – 30 tháng 4 năm 1902    | William McKinley            |
| 34       | Theodore Roosevelt                       | John D. Long              | Massachusetts       | 6 tháng 3 năm 1897 – 30 tháng 4 năm 1902    |                             |
| 35       |                                          | William H. Moody          | Massachusetts       | 1 tháng 5 năm 1902 – 30 tháng 6 năm 1904    |                             |
| 36       |                                          | Paul Morton               | Illinois            | 1 tháng 7 năm 1904 – 30 tháng 6 năm 1905    |                             |
| 37       |                                          | Charles J. Bonaparte      | Maryland            | 1 tháng 7 năm 1905 – 16 tháng 12 năm 1906   |                             |
| 38       |                                          | Victor H. Metcalf         | California          | 17 tháng 12 năm 1906 – 30 tháng 11 năm 1908 |                             |
| 39       |                                          | Truman H. Newberry        | Michigan            | 1 tháng 12 năm 1908 – 4 tháng 3 năm 1909    |                             |
| 40       |                                          | George von Lengerke Meyer | Massachusetts       | 6 tháng 3 năm 1909 – 4 tháng 3 năm 1913     | William Howard Taft         |
| 41       |                                          | Josephus Daniels          | North Carolina      | 5 tháng 3 năm 1913 – 4 tháng 3 năm 1921     | Woodrow Wilson              |
| 42       |                                          | Edwin C. Denby            | Michigan            | 6 tháng 3 năm 1921 – 10 tháng 3 năm 1924    | Warren G. Harding           |
| 42       | Calvin Coolidge                          | Edwin C. Denby            | Michigan            | 6 tháng 3 năm 1921 – 10 tháng 3 năm 1924    |                             |
| (acting) |                                          | Theodore Roosevelt, Jr.   |                     | 10 tháng 3 năm 1924 – 19 tháng 3 năm 1924   |                             |
| 43       |                                          | Curtis D. Wilbur          | California          | 19 tháng 3 năm 1924 – 4 tháng 3 năm 1929    |                             |
| 44       |                                          | Charles F. Adams III      | Massachusetts       | 5 tháng 3 năm 1929 – 4 tháng 3 năm 1933     | Herbert Hoover              |
| 45       |                                          | Claude A. Swanson         | Virginia            | 4 tháng 3 năm 1933 – 7 tháng 7 năm 1939     | Franklin D. Roosevelt       |
| 46       |                                          | Charles Edison            | New Jersey          | 7 tháng 7 năm 1939 – 2 tháng 1 năm 1940     | Franklin D. Roosevelt       |
| 46       | 2 tháng 1 năm 1940 – 24 tháng 6 năm 1940 | Charles Edison            | New Jersey          |                                             | Franklin D. Roosevelt       |
| (acting) |                                          | Lewis Compton             |                     | 24 tháng 6 năm 1940 – 11 tháng 7 năm 1940   | Franklin D. Roosevelt       |
| 47       |                                          | Frank Knox                | Illinois            | 11 tháng 7 năm 1940 – 28 tháng 4 năm 1944   | Franklin D. Roosevelt       |
| (acting) |                                          | Ralph A. Bard             |                     | 28 tháng 4 năm 1944 – 19 tháng 5 năm 1944   | Franklin D. Roosevelt       |
| 48       |                                          | James V. Forrestal        | New York            | 19 tháng 5 năm 1944 – 17 tháng 9 năm 1947   | Franklin D. Roosevelt       |
| 48       | Harry S. Truman                          | James V. Forrestal        | New York            | 19 tháng 5 năm 1944 – 17 tháng 9 năm 1947   |                             |
| 49       |                                          | John L. Sullivan          | 18 tháng 9 năm 1947 | 24 tháng 5 năm 1949                         |                             |
| 50       |                                          | Francis P. Matthews       | 25 tháng 5 năm 1949 | 10 tháng 8 năm 1949                         |                             |

### Military Department (Department of Defense) 1949–present
| No.      | Image               | Name                      | Term of Office          | Term of Office       | Term of Office  | Served under:                                                | Served under:                      |
| No.      | Image               | Name                      | Began                   | Ended                | Days of Service | Secretary                                                    | President                          |
| -------- | ------------------- | ------------------------- | ----------------------- | -------------------- | --------------- | ------------------------------------------------------------ | ---------------------------------- |
| 50       |                     | Francis P. Matthews       | 10 tháng 8 năm 1949     | 31 tháng 7 năm 1951  | 797             | Louis A. Johnson George C. Marshall                          | Harry S. Truman                    |
| 51       |                     | Dan A. Kimball            | 31 tháng 7 năm 1951     | 20 tháng 1 năm 1953  | 539             | George C. Marshall Robert A. Lovett                          | Harry S. Truman                    |
| 52       |                     | Robert B. Anderson        | 4 tháng 2 năm 1953      | 3 tháng 3 năm 1954   | 392             | Charles E. Wilson                                            | Dwight D. Eisenhower               |
| 53       |                     | Charles S. Thomas         | 3 tháng 5 năm 1954      | 1 tháng 4 năm 1957   | 1064            | Charles E. Wilson                                            | Dwight D. Eisenhower               |
| 54       |                     | Thomas S. Gates, Jr.      | 1 tháng 4 năm 1957      | 8 tháng 6 năm 1959   | 798             | Charles E. Wilson Neil H. McElroy                            | Dwight D. Eisenhower               |
| 55       |                     | William B. Franke         | 8 tháng 6 năm 1959      | 19 tháng 1 năm 1961  | 591             | Neil H. McElroy Thomas S. Gates, Jr.                         | Dwight D. Eisenhower               |
| 56       |                     | John B. Connally          | 25 tháng 1 năm 1961     | 20 tháng 12 năm 1961 | 329             | Robert S. McNamara                                           | John F. Kennedy                    |
| 57       |                     | Fred Korth                | 4 tháng 1 năm 1962      | 1 tháng 11 năm 1963  | 666             | Robert S. McNamara                                           | John F. Kennedy                    |
| (acting) |                     | Paul B. Fay               | 2 tháng 11 năm 1963     | 28 tháng 11 năm 1963 | 26              | Robert S. McNamara                                           | John F. Kennedy Lyndon B. Johnson  |
| 58       |                     | Paul H. Nitze             | 29 tháng 11 năm 1963    | 30 tháng 6 năm 1967  | 1309            | Robert S. McNamara                                           | Lyndon B. Johnson                  |
| (acting) |                     | Charles F. Baird          | 1 tháng 7 năm 1967      | 31 tháng 8 năm 1967  | 61              | Robert S. McNamara                                           | Lyndon B. Johnson                  |
| 59       |                     | Paul R. Ignatius          | 1 tháng 9 năm 1967      | 24 tháng 1 năm 1969  | 511             | Robert S. McNamara Clark Clifford Melvin R. Laird            | Lyndon B. Johnson Richard M. Nixon |
| 60       |                     | John H. Chafee            | 31 tháng 1 năm 1969     | 4 tháng 5 năm 1972   | 1189            | Melvin R. Laird                                              | Richard M. Nixon                   |
| 61       |                     | John W. Warner            | 4 tháng 5 năm 1972      | 8 tháng 4 năm 1974   | 704             | Melvin R. Laird Elliot Richardson James R. Schlesinger       | Richard M. Nixon                   |
| 62       |                     | J. William Middendorf     | 8 tháng 4 năm 1974      | 20 tháng 1 năm 1977  | 1018            | James R. Schlesinger Donald H. Rumsfeld                      | Richard M. Nixon Gerald Ford       |
| 63       |                     | W. Graham Claytor, Jr.    | 14 tháng 2 năm 1977     | 24 tháng 8 năm 1979  | 921             | Harold Brown                                                 | Jimmy Carter                       |
| 64       |                     | Edward Hidalgo            | 24 tháng 10 năm 1979    | 20 tháng 1 năm 1981  | 454             | Harold Brown                                                 | Jimmy Carter                       |
| 65       |                     | John Lehman               | 5 tháng 2 năm 1981      | 10 tháng 4 năm 1987  | 2255            | Caspar W. Weinberger                                         | Ronald Reagan                      |
| 66       |                     | Jim Webb                  | 1 tháng 5 năm 1987      | 23 tháng 2 năm 1988  | 298             | Caspar W. Weinberger Frank C. Carlucci                       | Ronald Reagan                      |
| 67       |                     | William L. Ball           | 28 tháng 3 năm 1988     | 15 tháng 5 năm 1989  | 413             | Frank C. Carlucci Richard B. Cheney                          | Ronald Reagan George H. W. Bush    |
| 68       |                     | Henry L. Garrett III      | 15 tháng 5 năm 1989     | 26 tháng 6 năm 1992  | 1138            | Richard B. Cheney                                            | George H. W. Bush                  |
| (acting) |                     | Daniel Howard             | 26 tháng 6 năm 1992     | 7 tháng 7 năm 1992   | 11              | Richard B. Cheney                                            | George H. W. Bush                  |
| 69       |                     | Sean O'Keefe              | 7 tháng 7 năm 1992      | 2 tháng 10 năm 1992  | 87              | Richard B. Cheney                                            | George H. W. Bush                  |
| 69       | 2 tháng 10 năm 1992 | Sean O'Keefe              | 20 tháng 1 năm 1993     | 110                  |                 | Richard B. Cheney                                            | George H. W. Bush                  |
| (acting) |                     | Admiral Frank B. Kelso II | 20 tháng 1 năm 1993     | 21 tháng 7 năm 1993  | 182             | Les Aspin                                                    | Bill Clinton                       |
| 70       |                     | John H. Dalton            | 22 tháng 7 năm 1993     | 16 tháng 11 năm 1998 | 1943            | Les Aspin William J. Perry William S. Cohen                  | Bill Clinton                       |
| 71       |                     | Richard Danzig            | 16 tháng 11 năm 1998    | 20 tháng 1 năm 2001  | 796             | William S. Cohen                                             | Bill Clinton                       |
| (acting) |                     | Robert B. Pirie, Jr.      | 20 tháng 1 năm 2001     | 24 tháng 5 năm 2001  | 124             | Donald H. Rumsfeld                                           | George W. Bush                     |
| 72       |                     | Gordon R. England         | 24 tháng 5 năm 2001     | 30 tháng 1 năm 2003  | 616             | Donald H. Rumsfeld                                           | George W. Bush                     |
| (acting) |                     | Susan Livingstone         | 30 tháng 1 năm 2003     | 7 tháng 2 năm 2003   | 8               | Donald H. Rumsfeld                                           | George W. Bush                     |
| (acting) |                     | Hansford T. Johnson       | 7 tháng 2 năm 2003      | 30 tháng 9 năm 2003  | 235             | Donald H. Rumsfeld                                           | George W. Bush                     |
| 73       |                     | Gordon R. England         | 1 tháng 10 năm 2003     | 29 tháng 12 năm 2005 | 820             | Donald H. Rumsfeld                                           | George W. Bush                     |
| (acting) |                     | Dionel M. Aviles          | 29 tháng 12 năm 2005    | 3 tháng 1 năm 2006   | 5               | Donald H. Rumsfeld                                           | George W. Bush                     |
| 74       |                     | Donald C. Winter          | ngày 3 tháng 1 năm 2006 | 13 tháng 3 năm 2009  | 1165            | Donald H. Rumsfeld Robert M. Gates                           | George W. Bush Barack Obama        |
| (acting) |                     | B. J. Penn                | 13 tháng 3 năm 2009     | 19 tháng 5 năm 2009  | 67              | Robert M. Gates                                              | Barack Obama                       |
| 75       |                     | Ray Mabus                 | 19 tháng 5 năm 2009     | 20 tháng 1 năm 2017  | 2803            | Robert M. Gates Leon Panetta Chuck Hagel Ash Carter          | Barack Obama                       |
| (acting) |                     | Sean Stackley             | 20 tháng 1 năm 2017     | 3 tháng 8 năm 2017   | 195             | Jim Mattis                                                   | Donald Trump                       |
| 76       |                     | Richard V. Spencer        | 3 tháng 8 năm 2017      | 15 tháng 7 năm 2019  | 711             | - Jim Mattis - Patrick Shanahan (quyền) - Mark Esper (quyền) | Donald Trump                       |
| (acting) |                     | Thomas Modly              | 15 tháng 7 năm 2019     | 31 tháng 7 năm 2019  | 16              | - Richard V. Spencer (quyền) - Mark Esper                    | Donald Trump                       |
| 76       |                     | Richard V. Spencer        | 31 tháng 7 năm 2019     | 24 tháng 11 năm 2019 | 116             | Mark Esper                                                   | Donald Trump                       |
| (acting) |                     | Thomas Modly              | 24 tháng 11 năm 2019    | 07 tháng 4 năm 2020  | 135             | Mark Esper                                                   | Donald Trump                       |
| (acting) |                     | James E. McPherson        | 7 tháng 4 năm 2020      | 29 tháng 5 năm 2020  | 1823            | Mark Esper                                                   | Donald Trump                       |
| 77       |                     | Kenneth Braithwaite       | 29 tháng 5 năm 2020     | 20 tháng 1 năm 2021  | 236             | Mark Esper                                                   | Donald Trump                       |
| (acting) |                     | Thomas W. Harker          | 20 tháng 1 năm 2021     | đương nhiệm          | 1535            | - David Norquist (quyền) - Lloyd Austin                      | Joe Biden                          |